# Stefan Filipović

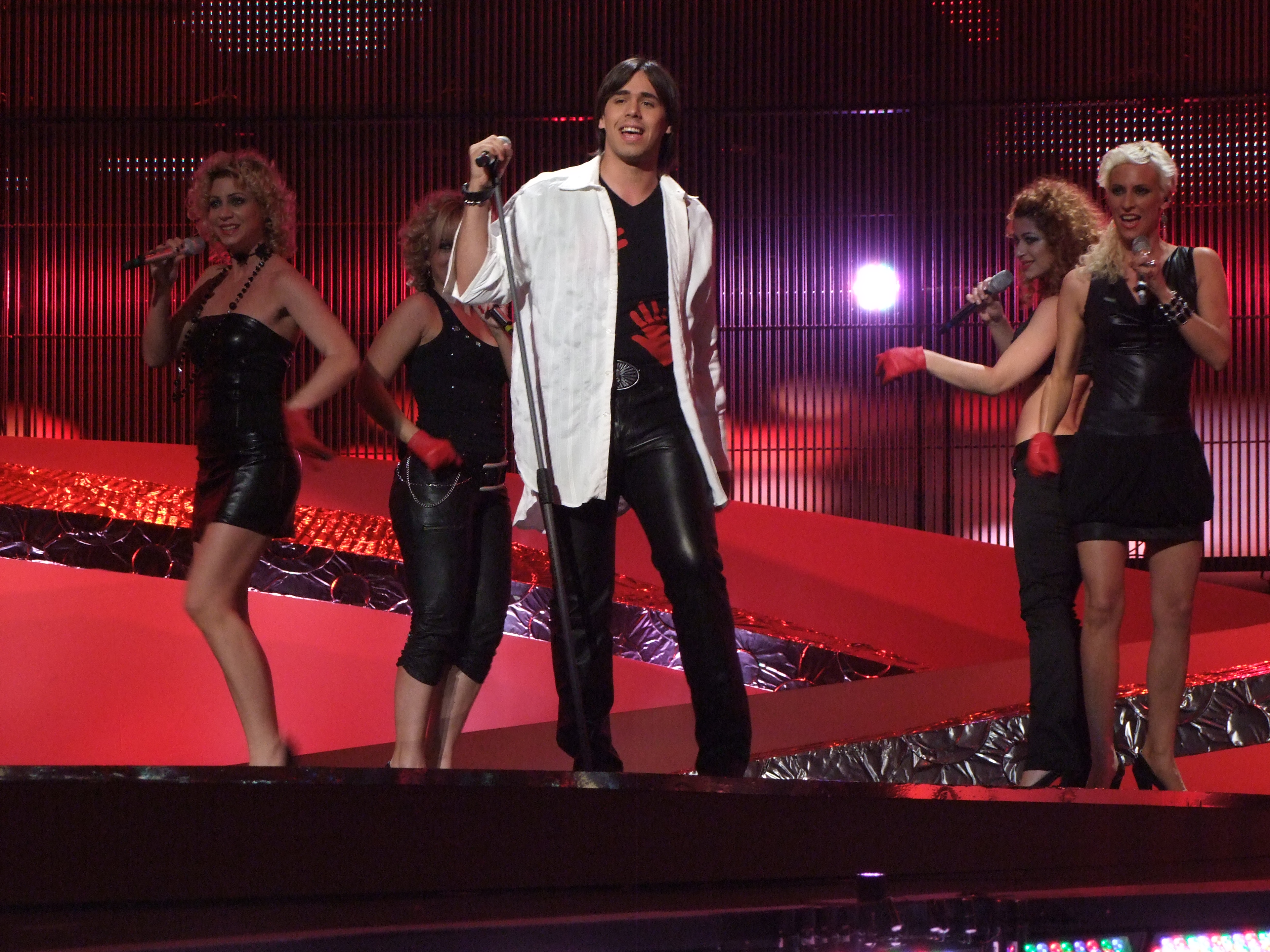
Stefan Filipović beim Eurovision Song Contest 2008

Stefan Filipović (kyrill. Стефан Филиповић, * 18. Januar 1987 in Podgorica) ist ein montenegrinischer Sänger.

## Werdegang
Bereits in jungen Jahren nahm er mehrmals am Kindermusikfestival Naša Radost in Podgorica teil, später auch an anderen Veranstaltungen, beispielsweise in Budva. Dort erreichte er 2005 den vierten, 2006 den zweiten und 2007 den ersten Rang. Zudem nahm er 2006 mit dem Titel Za nju an der serbisch-montenegrinischen Vorentscheidung zum Eurovision Song Contest teil und erreichte dort Platz vier. 2008 setzte Filipović sich beim MontenegroSong 2008 durch und vertrat somit Montenegro beim Eurovision Song Contest 2008 in Belgrad. Bereits im Vorjahr belegte er in der montenegrinischen Vorauswahl den zweiten Platz.
Sein Lied wurde nicht beim MontenegroSong gewählt, sondern später durch eine Jury des montenegrinischen Rundfunks (RTCG) ausgesucht. Es handelte sich um Zauvijek volim te, geschrieben von Ognen Nedelkovski und Grigor Koprov. Die beiden Mazedonier schrieben bereits 2007 den mazedonischen Beitrag von Karolina Gočeva. Beim internationalen Wettbewerb erreichte er Platz 14 im ersten Halbfinale, konnte sich somit also nicht fürs Finale qualifizieren.
Filipović studiert an der Musikakademie von Cetinje.